# Kudîreavți, Busk
Kudîreavți (în ucraineană Кудирявці) este un sat în comuna Novosilkî din raionul Busk, regiunea Liov, Ucraina.

## Demografie
Componența lingvistică a localității Kudîreavți
     Ucraineană (99,68%)
     Alte limbi (0,32%)
Conform recensământului din 2001, majoritatea populației localității Kudîreavți era vorbitoare de ucraineană (99,68%), existând în minoritate și vorbitori de alte limbi.